# إلغاء قفل رئيسي
إلغاء قفل رئيسي (بالكورية: 사장님을 잠금해제)؛ هو مسلسل تلفزيوني كوري جنوبي، من بطولة تشاي جونغ-هيوب، سيو ايون سو، بارك سونغ وونغ. تدور القصة حول رئيس شركة محاصر في هاتف ذكي ورجل يحاول ايجاد الحقيقة بعد التقاط الهاتف الذكي. عرض على قناة ENA والشبكات الشقيقة Seezn و Genie TV في 7 ديسمبر 2022 إلى 12 يناير 2023، بث كل يوم الاربعاء والخميس.

## القصة
سيون جو، مدير تنفيذي عبقري يبلغ من العمر 39 عامًا، توفي بشكل غامض وأصبحت روحه عالقة في هاتف ذكي. وان سيونغ، باحث عن عمل يبلغ من العمر 29 عامًا، يلتقط الهاتف الذكي بينما كان يقطف عيش الغراب على جبل، من ثما يدخل في اتفاق معه روح العالقة به، ويعملان معًا للعثور على القاتل.

## طاقم
- بارك سونغ وونغ في دور كيم سيون جو[7]

هو مطور ومؤسس ومدير تنفيذي لشركة تكنولوجيا المعلومات. ذات يوم، دون معرفة السبب، طارده شخص يحاول قتله. فتعرض للطعن من قبل ذلك الشخص، من ذلك اليوم تندمج روحه في "هاتف الذكي".
- تشاي جونغ-هيوب في دور بارك إن سونغ[8]

هو شاب مجتهد من أصول عائلية فقيرة. لقد كان يبحث عن عمل منذ تخرجه من الجامعة، لكن الأمر كان صعبًا. في أحد الأيام، بينما كان يقطف عيش الغراب على جبل لكسب المال، يجد هاتفًا ذكيًا غريبًا. يحتوي الهاتف الذكي على روح الرئيس كيم سون-غو العالقة. يخبر الهاتف الذكي "إذا قدمت لي عدة خدمات، فسأمنحك 10 مليار وون ". ثم يظهر له الهاتف الذكي حسابًا مصرفيًا به 10 مليار وون. بعدها يقبل ان سونغ العرض ويتبع تعليمات الهاتف الذكي.
- سيو اون سوو في دور جونغ سي يون[9]

سكرتيره في الشركة سيون جو، تجتمع مع ان سونغ والرئيس كيم سيون-جو، للعثور على الشخص المسؤول عن طعنه والسبب في ذلك.
- هيو جي نا في دور جي هي: مدبرة المنزل بحي لـ سيون غو.[10]
- بانغ جو هوان في دور نوه وي جي: حارس شخصي.[11]
- كيم يونغ سون في دور تشوي سو جين: والدة ان سيونغ[12]
- لي سانغ هي في دور اوه مي-ران: المديرة التنفيذية لشركة بيوميونغ، أكبر شركة لرسملة السوق المحلية.[13]

## المشاهدات
| الموسم | الموسم | رقم الحلقة | رقم الحلقة  | رقم الحلقة | رقم الحلقة | رقم الحلقة | رقم الحلقة | رقم الحلقة  | رقم الحلقة | رقم الحلقة | رقم الحلقة | رقم الحلقة | رقم الحلقة | المتوسط     |
| الموسم | الموسم | 1          | 2           | 3          | 4          | 5          | 6          | 7           | 8          | 9          | 10         | 11         | 12         | المتوسط     |
| ------ | ------ | ---------- | ----------- | ---------- | ---------- | ---------- | ---------- | ----------- | ---------- | ---------- | ---------- | ---------- | ---------- | ----------- |
|        | 1      | 208        | ستُعلن لاحقًا | 241        | 286        | 248        | 292        | ستُعلن لاحقًا | 297        | 217        | 305        | 292        | 271        | ستُعلن لاحقًا |

| الحلقات | تاريخ البث      | تقييمات "نيلسن كوريا" | تقييمات "نيلسن كوريا" |
| الحلقات | تاريخ البث      | على الصعيد الوطني     | منطقة العاصمة         |
| --- | --------------- | --------------------- | --------------------- |
| 1 | 7 ديسمبر 2022   | 1.096%                | 1.523%                |
| 2 | 8 ديسمبر 2022   | 0.858%                | N/A                   |
| 3 | 14 ديسمبر 2022  | 1.139%                | 1.383%                |
| 4 | 15 ديسمبر 2022  | 1.198%                | 1.211%                |
| 5 | 21 ديسمبر، 2022 | 1.078%                | N/A                   |
| 6 | 22 ديسمبر، 2022 | 1.215%                | N/A                   |
| 7 | 28 ديسمبر 2022  | 0.981%                | N/A                   |
| 8 | 29 ديسمبر 2022  | 1.298%                | 1.451%                |
| 9 | 4 يناير 2023    | 1.136%                | 1.289%                |
| 10 | 5 يناير 2023    | 1.397%                | 1.352%                |
| 11 | 11 يناير 2023   | 1.416%                | 1.503%                |
| 12 | 12 يناير 2023   | 1.450%                | 1.552%                |
| متوسط |                 |                       |                       |
| تُبث هذه الدراما على قناة الكابل / التلفزيون المدفوع الذي عادةً ما يكون جمهورها أصغر نسبيًا مقارنةً بالمحطات التلفزيونية / العامة (KBS ، SBS ، MBC ، EBS). |                 |                       |                       |

## الإنتاج

### صناعة
المسلسل مبني على الويبتون الذي يحمل نفس الاسم الذي أنشئه بارك سيونغ هيون، ومن تخطيط كي تي استوديو، وإنتاج من قبل استوديو هاي زيوم، بتعاون مع استوديو إن.

### طاقم
في 6 اكتوبر 2022 ، تم تأكيد طاقم التمثيل الرئيسي للمسلسل وهم: بارك سونغ وونغ، تشاي جونغ هيوب وسيو اون سو.

### الإصدار
في الاصل، كان من المقرر عرض المسلسل في 30 نوفمبر ، ولكن نظرا لتأجيل الحلقة 9 و 10 من الحب للمغفلين لمدة إسبوع، تغير جدول بثه إلى 7 ديسمبر 2022.

## روابط خارجية
- الموقع الرسمي
 (بالكورية)
- إلغاء قفل رئيسي على موقع IMDb (الإنجليزية)
- إلغاء قفل رئيسي على موقع نتفليكس (الإنجليزية)
- إلغاء قفل رئيسي على موقع فيلمافينيتي (الإسبانية)
- إلغاء قفل رئيسي على موقع قاعدة بيانات الفيلم (الإنجليزية)
- إلغاء قفل رئيسي على هانسينما